# NGC 392
NGC 392 é uma galáxia elíptica (E-S0) localizada na direcção da constelação de Pisces. Possui uma declinação de +33° 08' 00" e uma ascensão recta de 1 horas, 08 minutos e 23,3 segundos.
A galáxia NGC 392 foi descoberta em 12 de Setembro de 1784 por William Herschel.